# Elementi del gruppo 6

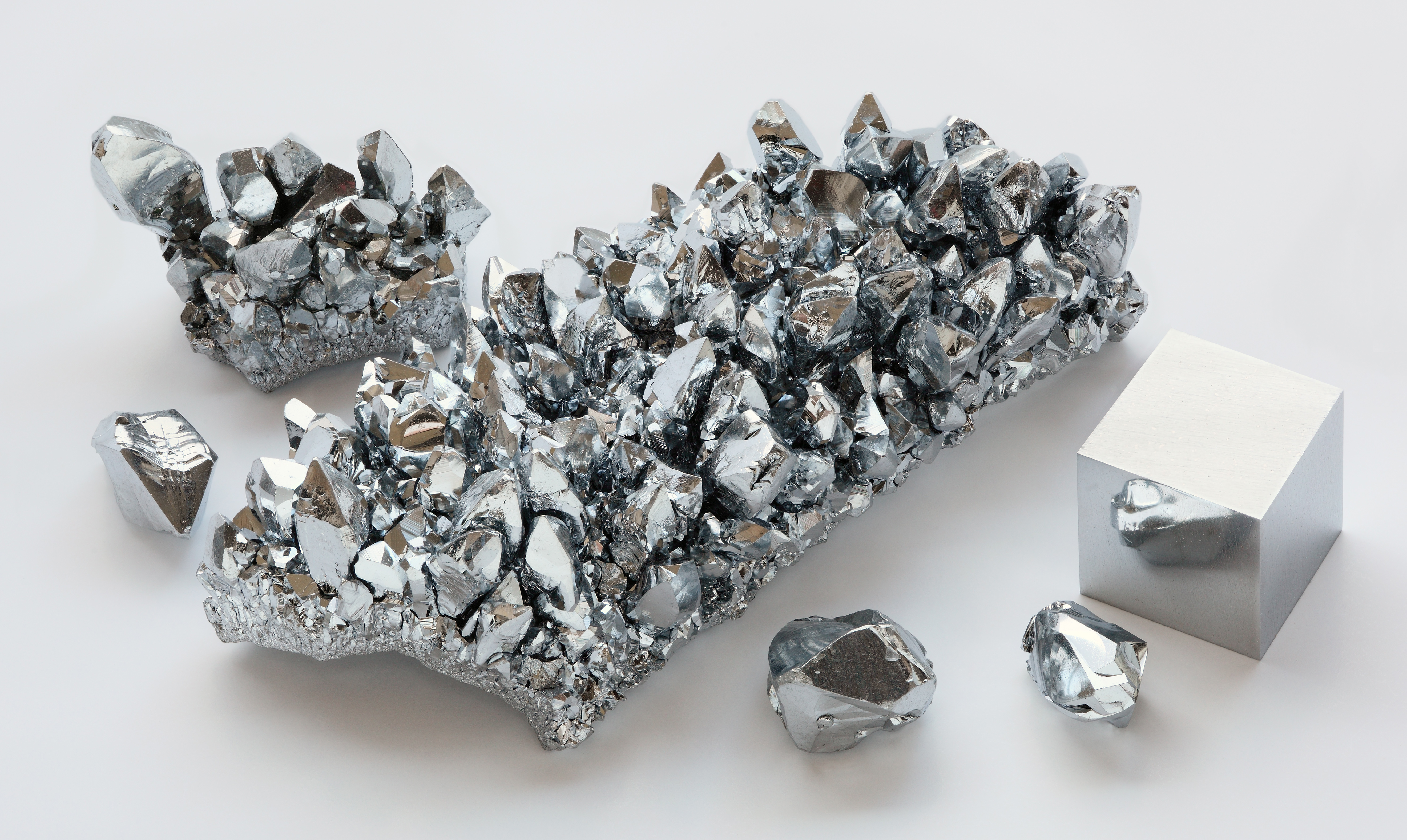
Cristalli di cromo ultrapuro (99,999%) vicino ad un cubo di 1 cm^{3} di cromo puro al 99,95%.

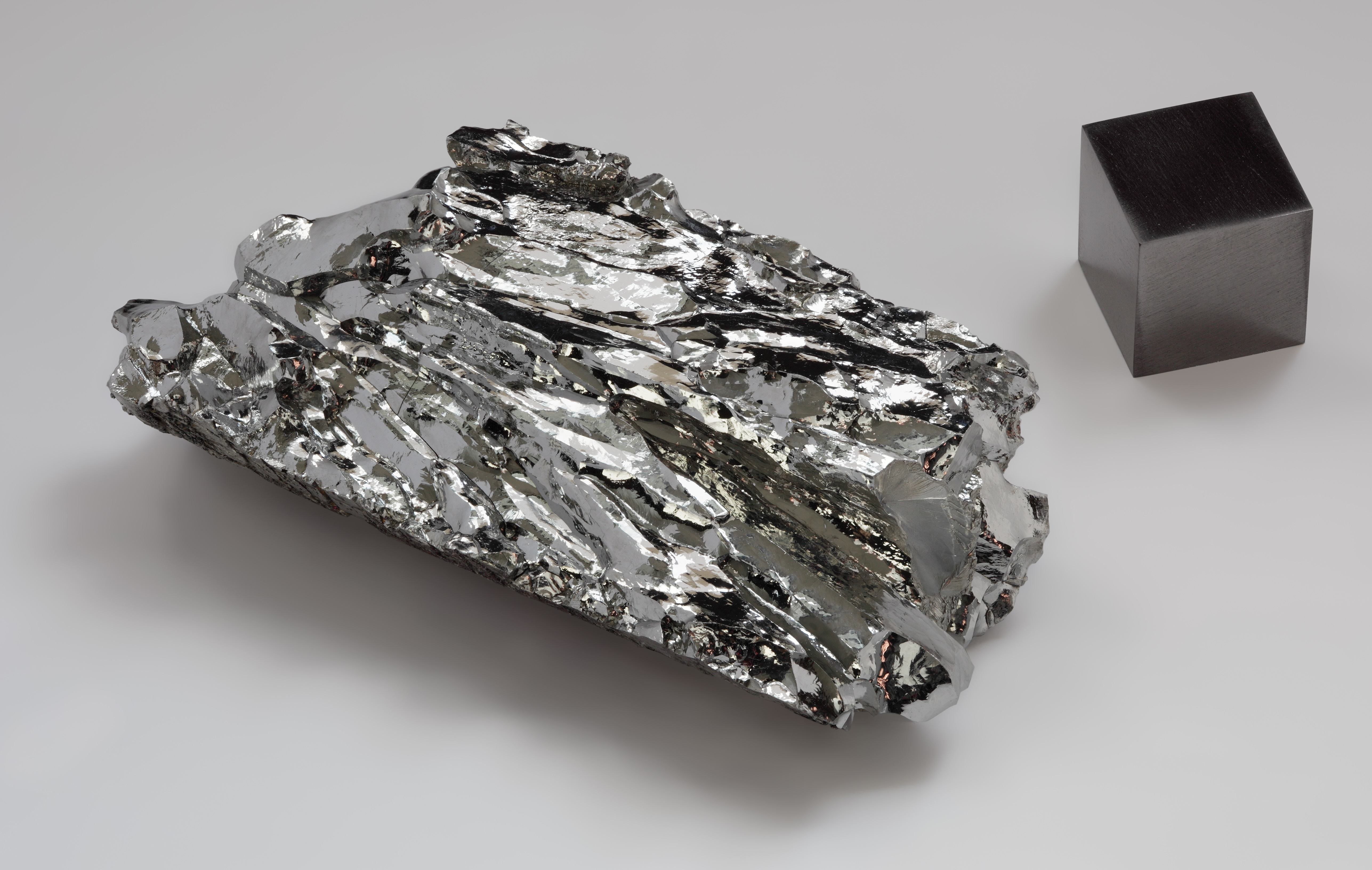
Campione di molibdeno puro al 99,99% vicino ad un cubo di 1 cm^{3} di molibdeno puro al 99,999%.

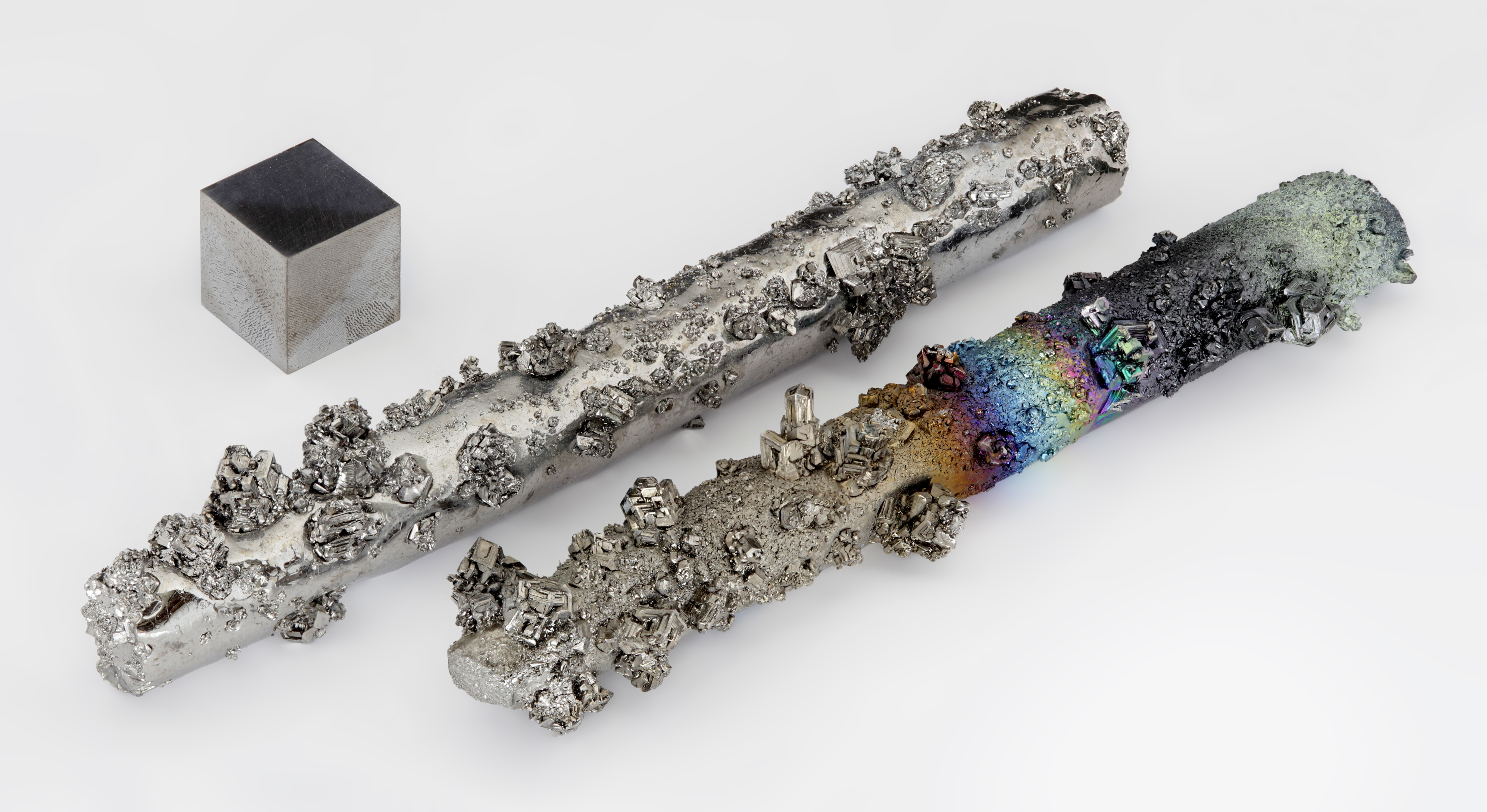
Barrette di tungsteno puro al 99,98%, parzialmente ossidate, vicino ad un cubo di 1 cm^{3} di tungsteno puro al 99,999%.

Gli elementi del gruppo 6 sono: cromo (Cr), molibdeno (Mo), tungsteno (W) e seaborgio (Sg). Il gruppo 6 fa parte del blocco d della tavola periodica e i suoi componenti sono metalli di transizione. Cromo, molibdeno e tungsteno sono metalli di notevole importanza industriale, mentre il seaborgio è un elemento artificiale radioattivo; ne sono stati prodotti solo alcuni atomi e le sue proprietà chimiche sono poco note. Nella nomenclatura precedente questo gruppo era denominato VIA o VIB a seconda di diverse convenzioni usate rispettivamente in Europa e negli Stati Uniti d'America. Il gruppo 6 non deve essere confuso con i vecchi gruppi "VIB" (sistema europeo) o "VIA" (sistema americano) che in realtà sono il gruppo 16.
| Legenda dei colori della tabella a destra: | Metalli di transizione |

A temperatura ambiente questi elementi sono tutti solidi; il colore rosso per il numero atomico indica che l'elemento è sintetico e non si trova in natura.

## Fonti
Il cromo è il ventunesimo elemento per abbondanza sulla crosta terrestre; ogni anno si producono circa 20 000 tonnellate di cromo metallico, ricavandolo dal minerale cromite, FeCr2O4. Il molibdeno è il cinquantaquattresimo elemento per abbondanza sulla crosta terrestre; il suo minerale più importante è la molibdenite, MoS2. Il tungsteno è il cinquantottesimo elemento per abbondanza sulla crosta terrestre; è presente in molti minerali, i più importanti sono scheelite CaWO4 e wolframite (Fe,Mn)WO4.

## Tossicità e ruolo biologico
Il cromo è essenziale in molte specie, uomo incluso. Il suo ruolo è collegato al metabolismo del glucosio, ed è anche presente nel RNA. Un corpo umano ne contiene 1-2 mg e quantità eccedenti possono causare problemi. I composti di Cr(III) non sono considerati pericolosi, mentre quelli di Cr(VI) sono molto tossici e cancerogeni. Il molibdeno è essenziale in tutti gli esseri viventi, utilizzato in numerosi enzimi. Un corpo umano ne contiene 5 mg; in quantità maggiori può essere tossico. Il tungsteno risulta essenziale solo in alcuni batteri. Per l'uomo è leggermente tossico, ma la quantità presente nella dieta normale è così piccola da non creare problemi. Un corpo umano ne contiene 20 μg.

## Applicazioni
Il cromo metallico è usato per la produzione di acciaio inossidabile e nei processi di cromatura. I composti del cromo sono usati principalmente come catalizzatori industriali, nelle tintura dei tessuti, per la sintesi di pigmenti e nella concia delle pelli. Il molibdeno è usato in primo luogo per produrre acciai inossidabili e speciali. Composti di molibdeno sono impiegati come catalizzatori nell'industria petrolifera. Il disolfuro di molibdeno è usato come lubrificante e anticorrosivo. Il tungsteno è impiegato principalmente per ottenere carburo di tungsteno e altri carburi cementati usati per utensili da taglio. Il tungsteno metallico è usato per produrre acciai speciali e per fabbricare i filamenti delle lampadine, ma quest'ultimo impiego si sta sempre più riducendo.

## Proprietà degli elementi

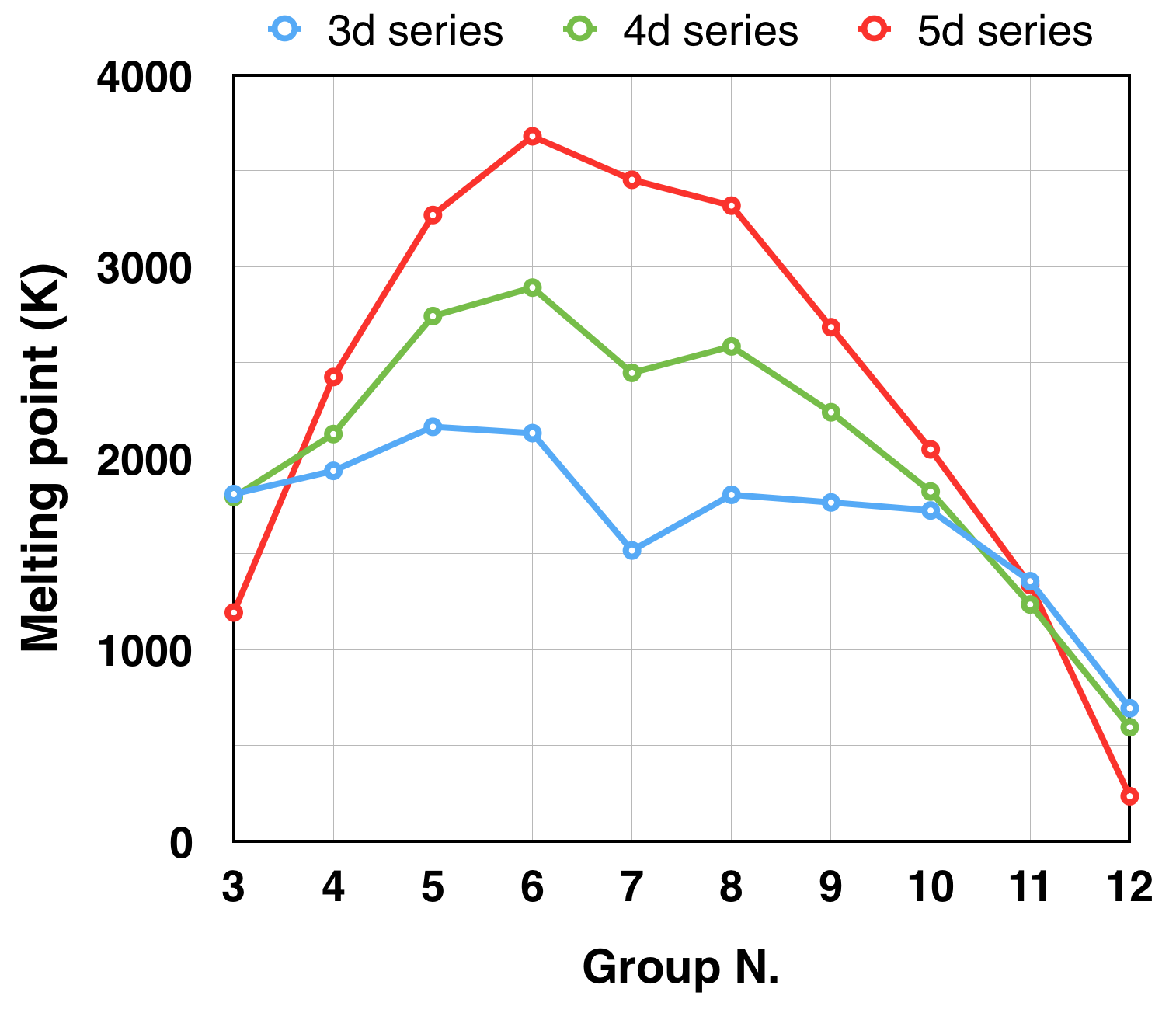
Punti di fusione degli elementi del blocco d.

Cromo, molibdeno e tungsteno sono tipici elementi metallici, con aspetto lucido e argenteo. Confrontandoli con gli elementi del gruppo 5 emergono andamenti attesi: gli elementi del gruppo 6 sono un po' più difficili da ossidare e hanno dimensioni un po' più piccole. Molibdeno e tungsteno, i due elementi più pesanti, hanno dimensioni quasi identiche come conseguenza della contrazione lantanidica. Rispetto al gruppo precedente, l'aggiunta di un elettrone d contribuisce ancora a rendere più forte il legame metallico, tanto che in questo gruppo si raggiunge il massimo valore di punto di fusione dei metalli (tungsteno, circa 3400 °C). Ciò si può giustificare considerando che in questo gruppo nel livello più esterno ci sono sei elettroni nei sei orbitali d ed s, e quindi c'è il massimo numero di elettroni spaiati da usare in legami con atomi vicini. A partire dal gruppo successivo invece gli elettroni diventano troppi per poter rimanere tutti spaiati negli orbitali d ed s. Analogo ragionamento si può applicare nel periodo 2 al carbonio che nel livello più esterno ha quattro elettroni nei quattro orbitali s e p, tanto che il carbonio è l'elemento con il punto di fusione più elevato di tutta la tavola periodica, 4100 °C. Rispetto al vanadio, il cromo ha valori più bassi di punto di fusione, punto di ebollizione ed entalpia di atomizzazione, indicando che i suoi elettroni 3d abbassandosi in energia sono molto attratti verso il nucleo dell'atomo, e sono quindi meno disponibili all'esterno per formare il legame metallico.
| Proprietà                               | Cromo        | Molibdeno    | Tungsteno         |
| --------------------------------------- | ------------ | ------------ | ----------------- |
| Peso atomico (u)                        | 51,99        | 95,94        | 183,84            |
| Configurazione elettronica              | [Ar] 3d5 4s1 | [Kr] 4d5 5s1 | [Xe] 4f14 5d4 6s2 |
| Punto di fusione (°C)                   | 1900         | 2620         | 3422              |
| Punto di ebollizione (°C)               | 2690         | 4650         | ≈5500             |
| Densità (g/cm3a 25 °C)                  | 7,14         | 10,28        | 19,3              |
| Raggio metallico (pm)                   | 128          | 139          | 139               |
| Raggio ionico M(VI) (pm)                | 44           | 59           | 60                |
| Elettronegatività (Pauling)             | 1,6          | 1,8          | 1,7               |
| Entalpia di fusione (kJ·mol−1)          | 21           | 28           | ≈35               |
| Entalpia di vaporizzazione (kJ·mol−1)   | 342          | 590          | 824               |
| Entalpia di atomizzazione (kJ·mol−1)    | 397          | 664          | 849               |
| Resistività elettrica a 20 °C (Ω·m·108) | 13           | ≈5           | ≈5                |

## Reattività chimica e andamenti nel gruppo[2][3][4]
Cromo, molibdeno e tungsteno sono molto resistenti alla corrosione a temperatura ambiente; il cromo è di conseguenza largamente usato per proteggere altri metalli più reattivi. Per cromare un metallo è sufficiente ricoprirlo con uno strato di cromo spesso 1 μm; la superficie del cromo si passiva con uno strato di ossido Cr2O3 così sottile che il cromo sottostante non perde la sua lucentezza. Ad alta temperatura i tre elementi sono meno inerti, e reagiscono con molti non metalli formando spesso prodotti interstiziali e non stechiometrici. Per quanto riguarda la reattività in soluzione, il cromo è attaccato più facilmente da acidi non ossidanti anche diluiti, mentre acidi ossidanti come HNO3 tendono a passivarlo. Tutti e tre i metalli sono invece attaccati da alcali fusi in presenza di ossidanti come KNO3, formando la specie a numero di ossidazione +6, MO42−.

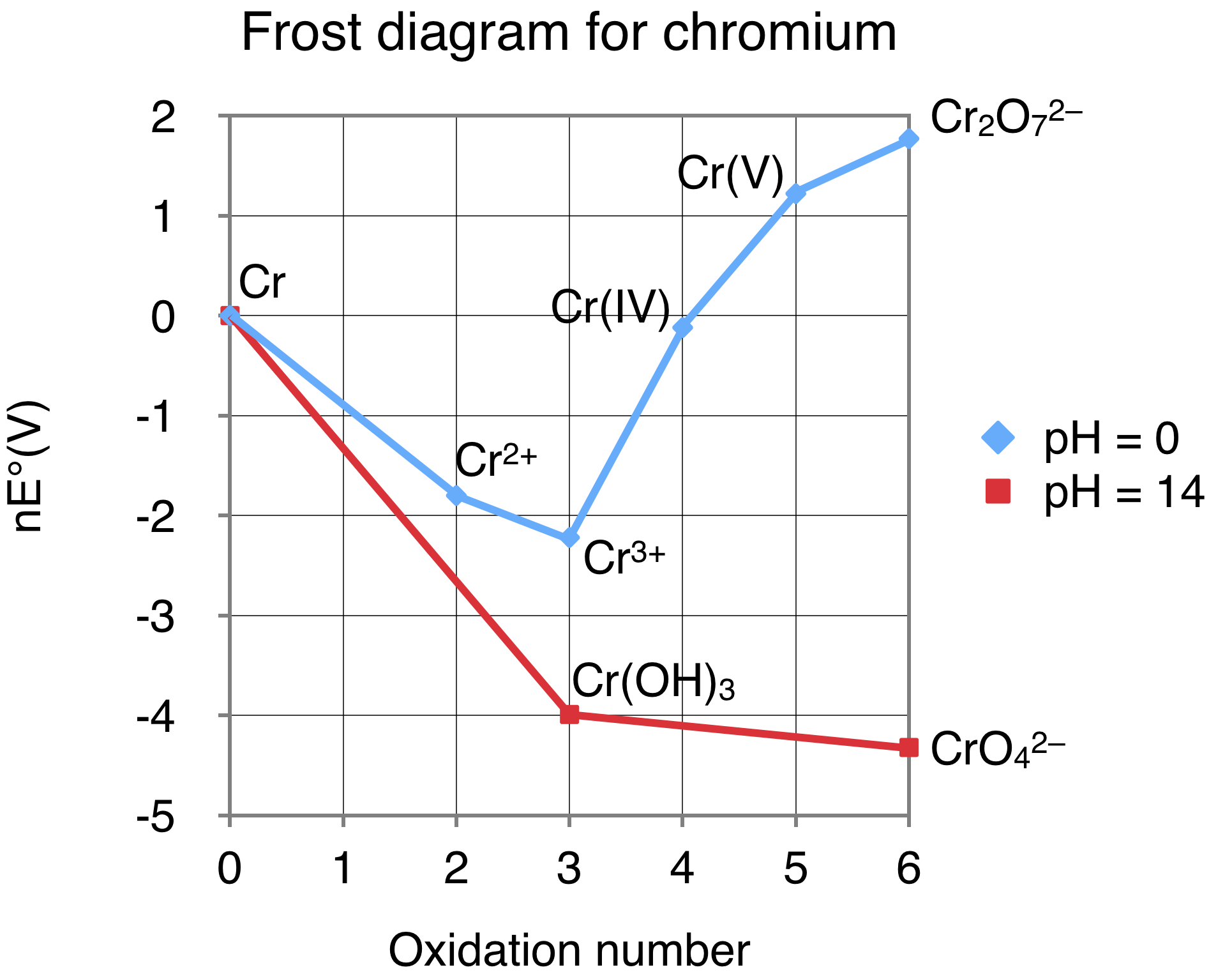
Diagramma di Frost per il cromo.

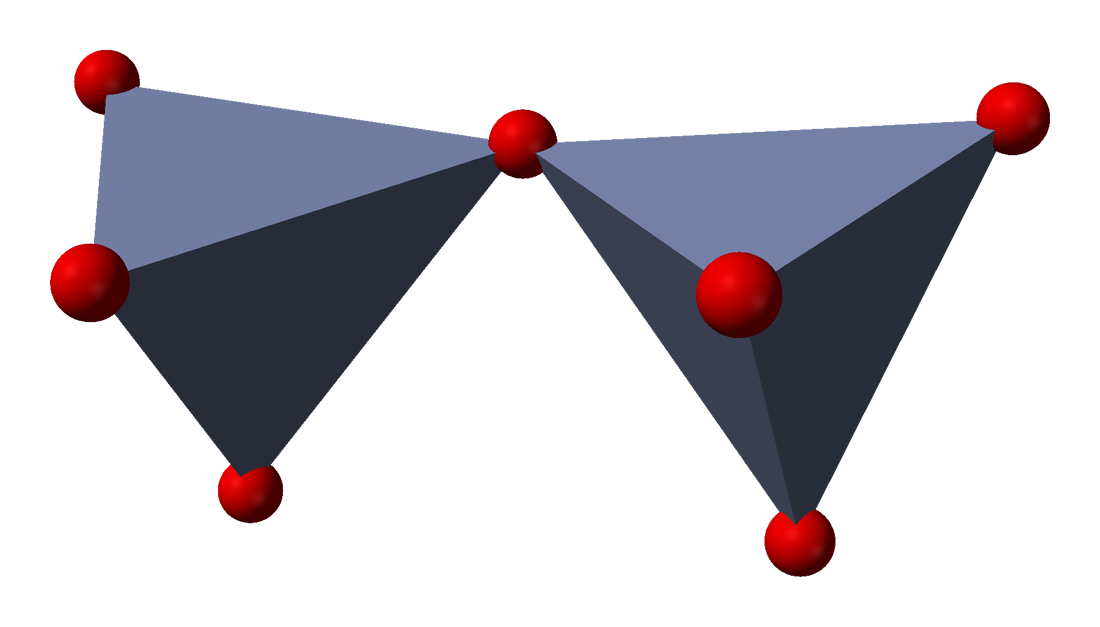
Struttura dello ione dicromato, Cr_{2}O_{7}^{2–}.

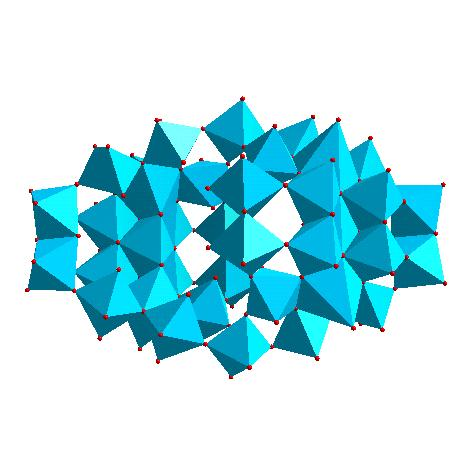
Struttura di un isopolimolibdato, [Mo_{36}O_{112}(H_{2}O)_{16}]^{8−}.

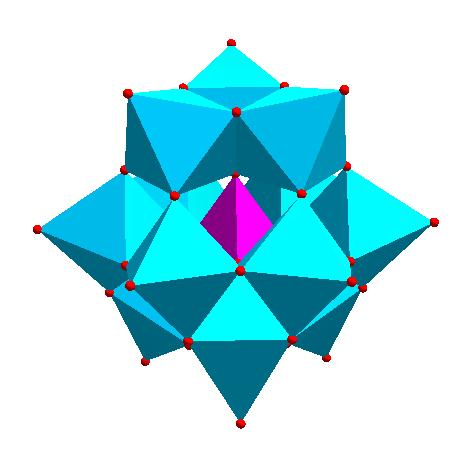
Struttura di un eteropolimolibdato, [PMo_{12}O_{40}]^{3−}.

Anche in questo gruppo l'elemento più leggero si comporta in maniera marcatamente diversa dai due congeneri più pesanti, che risultano più simili tra loro. Differenze di comportamento chimico sono particolarmente evidenti nelle stabilità relative degli stati di ossidazione. Dalla configurazione elettronica è logico attendersi uno stato di ossidazione massimo di +6. Come valori negativi, tutti gli elementi del gruppo possono arrivare allo stato di ossidazione –4 in composti organometallici tipo M(CO)44–. Esaminando il diagramma di Frost, si può vedere che nel cromo gli stati ossidazione +4 e +5 sono instabili, mentre è molto stabile lo stato +3. Nel campo ottaedrico si ha la configurazione elettronica t2g3 particolarmente stabile, cosicché la chimica di coordinazione del catione Cr3+ è molto estesa e i complessi risultano tipicamente inerti, anche se meno di quelli di Co3+ che hanno configurazione elettronica t2g6. Nello stato di ossidazione +2 il cromo è invece un forte riducente e quindi i composti di Cr(II) si ossidano molto facilmente:
Cr3+(aq) + e– →  Cr2+(aq)     E° = –0,41 V
Nello stato di ossidazione +6 il cromo è un forte ossidante in soluzione acida dove esiste la specie Cr2O72–:
Cr2O72– + 14H+ + 6e– →  2Cr3+(aq) + 7H2O     E° = 1,33 V
In soluzione basica questo potere ossidante sparisce per effetto della concentrazione degli ioni H+ nella equazione di Nernst, e la specie più stabile diventa CrO42–.
A differenza del cromo, per molibdeno e tungsteno gli stati di ossidazione +2 e +3 sono poco importanti, e lo stato più stabile è il +6, che non mostra proprietà ossidanti. Una maggiore stabilità degli stati di ossidazione più elevati scendendo lungo un gruppo si osserva comunemente nel blocco d.
Il cromo +6 tende a formare ossoanioni polimerici in modo molto limitato rispetto a molibdeno e tungsteno. Per il cromo oltre al ben noto ione dicromato Cr2O72– si conoscono solo le specie Cr3O102– e Cr4O132–. Molibdeno e tungsteno danno invece luogo alla chimica ricchissima dei polimolibdati e politungstati; le strutture di questi composti possono essere molto complesse e vengono rappresentate raffigurando i gruppi MO4 tramite tetraedri e i gruppi MO6 tramite ottaedri. Alcuni di questi composti sono classificati come isopolianioni, cioè ossoanioni contenenti più atomi di un singolo metallo, come ad esempio [Mo7O24]6−, [Mo8O26]4−,
[Mo36O112(H2O)16]8−, [W4O16]8− e [W10O32]4−.
Un'altra classe di composti è quella degli eteropolianioni, contenenti anche atomi di altri elementi, come ad esempio [PMo12O40]3− e [As4W40O140]28−.